# FM Towns
FM Towns (エフエムタウンズ Efu Emu Taunzu?) är en japansk persondator-variant, utvecklad av Fujitsu mellan februari 1989 och mitten av 1997. Datorn var först tänkt att användas för multimediaprogram och spel, men började senare även konkurrera med andra PC-datorer. 1993 släpptes spelkonsolen FM Towns Marty.

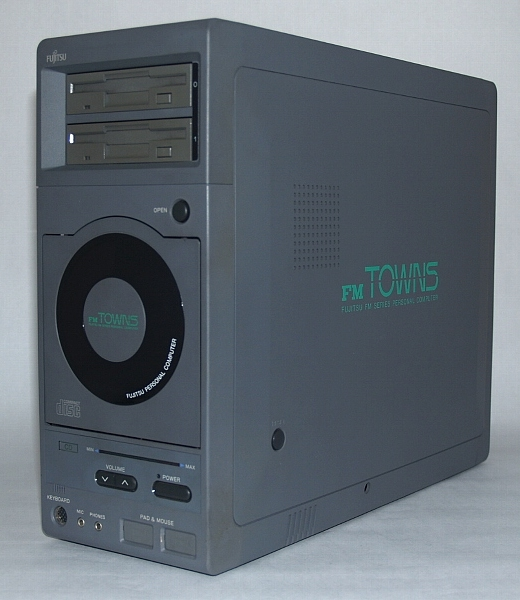
FM Towns Model 2F

Initialerna "FM" står för "Fujitsu Micro" precis som i företagets tidigare produkter, medan "Towns" står för "Townes", som var produktens arbetsnamn. Det syftar också på Charles Townes, som fick Nobelpriset i fysik 1964, eftersom Fujitsu då brukade använda namn på Nobelpristagare som kodnamn för sina produkter. Bokstaven e i "Townes" togs bort då tillverkningen inleddes, för att enklare kunna klargöra att namnet skulle uttalas "towns" och inte "tow-nes".

### Fotnoter
1. ↑  ”Arkiverade kopian”. Arkiverad från originalet den 3 juli 2014. https://web.archive.org/web/20140703170739/http://www.old-computers.com/museum/computer.asp?st=1&c=968#. Läst 16 juni 2014.